# Хакки Єтен
Хакки Єтен (тур. Hakkı Yeten, 1 січня 1910, Воден — 17 квітня 1989, Стамбул) — турецький футболіст, що грав на позиції нападника. По завершенні ігрової кар'єри — тренер.
Виступав, зокрема, за клуб «Бешикташ», а також національну збірну Туреччини. Згодом головний тренер (1949, 1950—1951) та президент (1960—1963, 1964—1966 та 1967—1968) «Бешикташа». Завдяки багаторічній роботі в клубі, він вважається однією з найважливіших особистостей в історії клубу і досі є найкращим бомбардиром в історії «Бешикташа».

## Клубна кар'єра
Єтен народився в 1910 році в місті Воден в Османській імперії (нині Едеса, Греція). Незабаром батько Хакки, майор Османської армії, перевіз родину з шести дітей до Стамбула, оселившись у районі Бешикташ, коли Єтену було рік. У 1914 році батько Єтена загинув у битві за Дарданелли. Єтен продовжував відвідувати військову середню школу, як це робили перед ним два його старших брата.
Єтен захопився футболом після того, як його старший брат Мухтар, познайомив його із спортом. Єтен грав у шкільній команді, і незабаром став одним із засновників футбольного клубу «Фатіх Карагюмрюк» і грав за новостворений клуб з 1926 по 1931 роки.
У 1931 році Єтен кинув школу і приєднався до «Бешикташа». Він виступав за цей стамбульський клуб 17 років, головним чином на позиції нападника. Будучи більшість часу капітаном команди, він привів «Бешикташ» до 8 чемпіонств Стамбульської ліги, 3 кубків Стамбула, одного чемпіонства Туреччини, 2 кубків Прем'єр-міністра та ряду інших менших трофеїв. Його слава стала міжнародною, і врешті англійський «Арсенал» зацікавився ним. Однак Єтен вважав за краще залишитися в Туреччині. Загалом Єтен забив 382 голи в 439 іграх і завершив ігрову кар'єру у 1948 році. За цей час він побив ряд клубних рекордів і досі є найуспішнішим бомбардиром в історії клубу.

## Виступи за збірну

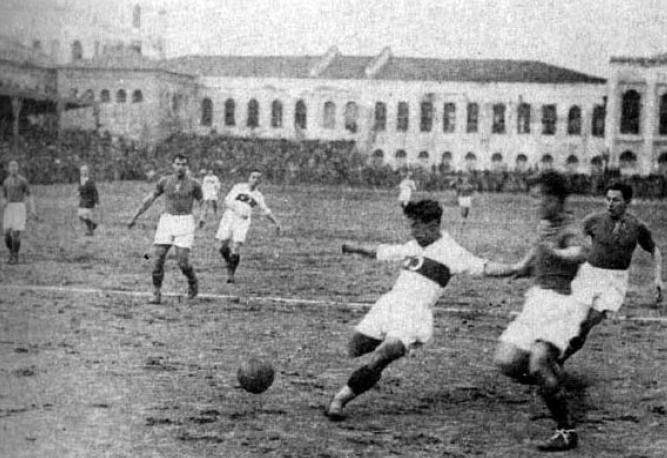
Хакки Єтен в матчі з Угорщиною Б. 22 квітня 1923 року.

27 вересня 1931 року дебютував в офіційних матчах у складі національної збірної Туреччини в матчі Балканського кубка проти Болгарії (1:5), забивши у цій грі свій перший і єдиний гол за збірну.
Наступного року зіграв товариський матч з Угорщиною Б (1:4), а через два роки у складі збірної був учасником футбольного турніру на Олімпійських іграх 1936 року у Берліні. На цьому турнірі Єтен зіграв свій третій і останній матч — з Норвегією (0:4)

## Кар'єра тренера
Розпочав тренерську кар'єру невдовзі по завершенні кар'єри гравця, 1949 року, очоливши тренерський штаб клубу «Бешикташ». Після невеликої перерви він повернувся до команди і у 1951 році виграв з нею Стамбульську лігу та чемпіонат Туреччини, ставши одним з небагатьох людей, які змогли виграти ці титули і як гравець, і як тренер. Після цього Хакки покинув посаду і тренував «Вефаспор».

## Подальше життя
Після завершення тренерської кар'єри він обіймав посаду віце-голови Турецької федерації футболу, а в 1960—1963, 1964—1966 та 1967—1968 роках був президентом «Бешикташа».
Помер 17 квітня 1989 року на 80-му році життя у місті Стамбул і через два дні після молитви в Стамбульській мечеті Тешвікіє був похований на знаменитому кладовищі Зинджирлікую. Щороку в день його смерті багато чиновників клубу та прихильників Бешикташа проводять пам'ятні заходи біля його могили.

## Досягнення

### Як гравця
«Бешикташ»
- Стамбульська футбольна ліга: 1933-34, 1938-39, 1939-40, 1940-41, 1941-42, 1942-43, 1944-45, 1945-46
- Чемпіонат Туреччини: 1934
- Стамбульський щит: 1934-35
- Турецький національний дивізіон: 1941, 1944, 1947
- Кубок Стамбула: 1944, 1946
- Кубок прем'єр-міністра: 1944, 1947

Особисті
- Найкращий бомбардир Стамбульської футбольної ліги: 1931-32 , 1932-33 , 1933-34
- Найкращий бомбардир Турецького національного дивізіону: 1939 (13 голів), 1941 (18 голів), 1944 (15 голів)
- Найкращий бомбардир у дербі «Бешикташ»-«Фенербахче» (32 голи)
- Найкращий бомбардир у дербі «Бешикташ»-«Галатасарай» (29 голів)

### Як тренера
«Бешикташ»
- Стамбульська футбольна ліга: 1950-51
- Чемпіонат Туреччини: 1951